# Nicolás Vázquez
Nicolás Diego Vázquez (Olivos, Vicente López, provincia de Buenos Aires; 12 de junio de 1977) es un actor, director de escena y presentador argentino.

## Carrera
En 1997 comienza su carrera actoral en RRDT interpretando a Ismael Bertuccio, también en ese año tiene una pequeña participación en la serie Mi familia es un dibujo. Luego, participa de la tira Verano del 98. Entre otras ficciones, se lo pudo ver en Trillizos, dijo la partera y Son amores, ficción donde logró una gran fama y reconocimiento.
En 2004 actuó en Los pensionados, haciendo pareja en la ficción con Luisana Lopilato, y al año siguiente obtuvo su primer papel protagónico en ¿Quién es el jefe? con el personaje de "Enzo Michelli", junto a Gianella Neyra. En el año 2005 debuta en el cine con la película El buen destino, donde interpreta al personaje de Willy. Luego en el 2006 es la voz de Rayo McQueen, en la película Cars y en el 2009 hace una aparición en Papá por un día, protagonizada por Luisana Lopilato, Nicolás Cabré y Gimena Accardi. En 2006, es convocado por Cris Morena, para protagonizar, reemplazando a Mariano Martínez, la tira Alma pirata, como Andrés de Marco, y compartiendo protagónico con Luisana Lopilato, Benjamín Rojas, Gerardo Chendo, Elsa Pinilla, Fabián Mazzei, e Isabel Macedo. En los años 2007 y 2008 protagoniza junto a Emilia Attias,  Lali Espósito, Peter Lanzani, Gerardo Chendo,  la tira juvenil Casi ángeles, donde interpreta al arqueólogo "Nicolás Bauer". Además hizo parte del repertorio que contenían los discos de la tira y de la versión teatral de la misma. A pesar del gran suceso de la ficción, decidió dejar la tira por una razón absolutamente profesional, ya que hacía tres años que venía participando en los productos de Cris Morena,  Alma pirata y las dos temporadas de Casi ángeles. En su lugar estuvo Mariano Torre, en la tercera temporada del programa. En su paso por el teatro, Nicolás es conocido por sus unipersonales, como Mutando, también estuvo en los musicales de Casi ángeles en el teatro, y en el verano 2009/2010 protagonizó la obra Rumores, junto a Carlín Calvo y Reina Reech, por la que fue distinguido con una 'Estrella de mar' a mejor actuación masculina de reparto. En el 2010 fue convocado a Showmatch por Marcelo Tinelli para realizar junto a él Al límite, en el estreno de su primer programa. Protagoniza la obra de teatro Sinvergüenzas. En noviembre de 2010 junto a Emilia Attias, vuelve para finalizar la tira juvenil Casi ángeles. En 2011 es convocado por Pol-ka para protagonizar junto a Mariano Martínez, Griselda Siciliani y Nicolás Cabré la tira Los Únicos, interpretando a "Rubén Hagi". También realiza la obra de teatro de Los únicos, compartiendo escenario con Jimena Barón, quien es su pareja en el programa, y gran parte del elenco de la tira. Este mismo año fue convocado para conducir la primera entrega de los Kids Choice Awards en Argentina. En el 2012 protagoniza junto a Nicolás Cabré y Emilia Attias la segunda temporada de Los Únicos, interpretando nuevamente a Rúben, un guarda espalda sentimental que daba su vida por los demás mostrando sus sentimientos abiertamente. A fines del 2012 comienza a rodar en San Luis la película Por un puñado de pelos, donde es protagonista principal junto a Carlos Valderrama y Rubén Rada. En 2013 hace una participación especial en Solamente vos. Allí personifica a Facundo, exnovio de Aurora (Natalia Oreiro), y compite por su amor con Juan (Adrián Suar). Además, se supone que volverá al teatro con la obra Al final del arco iris, que protagonizará junto a Karina K. A finales del 2013 y en 2014, Nicolás es uno de los protagonistas masculinos de la tira Mis amigos de siempre con el personaje de Manuel, en donde vuelve a compartir elenco con Emilia Attias luego de Casi ángeles y Los Únicos. En teatro protagonizó Estravaganza Tango y en cine la comedia Por un puñado de pelos. En 2015 debuta como conductor de Como anillo al dedo, en la pantalla de El trece y estrena la película "Kryptonita". Durante el año 2016 es el protagonista junto a Benjamín Rojas, Gimena Accardi y Sofía Pachano, de la versión argentina de la obra española El otro lado de la cama, dónde rompen con todos los récords del teatro Argentino. Además, en cines protagoniza la película La última fiesta.
Durante el 2019 debuta con producción propia con la obra de teatro “Una semana nada mas” donde lo tiene a él mismo como actor protagonista. La obra se convierte en la más vista del país y rompe con todos los récords, poniendo a Nicolás una vez más arriba de todo en el teatro. La obra es suspendida por la pandemia del COVID-19.

## Vida personal
En 2000 comenzó una relación con la actriz Mercedes Funes, compañera de reparto en la telenovela Calientes, con quien se casó en 2006. Menos de un año después, en 2007, se divorciaron.
En 2007 comenzó una relación con la actriz Gimena Accardi, compañera de reparto en Casi ángeles, con quien se casó por civil en diciembre de 2016.Se separaron en julio del 2025 realizando un anuncio por instagram.

## Filmografía

### Cine
| Año  | Título                 | Personaje          | Notas                                           | Director                       |
| ---- | ---------------------- | ------------------ | ----------------------------------------------- | ------------------------------ |
| 2005 | El buen destino        | Willy              |                                                 | Leonor Benedetto               |
| 2006 | Cars                   | Rayo McQueen       | Doblaje al español argentino para Latinoamérica | John Lasseter y Joe Ranft      |
| 2009 | Papá por un día        | Taxista            | Cameo                                           | Raúl Rodríguez Peila           |
| 2011 | El destino del Lukong  | Él mismo           | Cameo                                           | Gonzalo Roldán                 |
| 2014 | Por un puñado de pelos | Tuti Turman        |                                                 | Néstor Montalbano              |
| 2015 | Socios por accidente 2 | Disfraz de Rolando | Captura de imagen                               | Fabián Forte y Nicanor Loreti  |
| 2015 | Kryptonita             | Faisán             |                                                 | Nicanor Loreti                 |
| 2016 | Me casé con un boludo  | Él mismo           | Cameo                                           | Juan Taratuto                  |
| 2016 | La última fiesta       | Alan Núñez         |                                                 | Leandro Mark y Nicolás Silbert |
| 2018 | Paddington 2           | Paddington         | Doblaje al español para Latinoamérica           | Paul King                      |

### Televisión
| Ficciones                               | Ficciones                          | Ficciones                         | Ficciones |
| Año                                     | Título                             | Personaje                         |           |
| --------------------------------------- | ---------------------------------- | --------------------------------- | --------- |
| 1997-1998                               | R.R.D.T.                           | Ismael Bertuccio                  |           |
| 1997-1998                               | Como vos & yo                      | Alan                              |           |
| 1997                                    | Mi familia es un dibujo            | Amigo de Víctor                   |           |
| 1998                                    | Verano del 98                      | Lisandro                          |           |
| 1999                                    | Trillizos, dijo la partera         | Patricio "Pato"                   |           |
| 2000                                    | Calientes                          | Martin Sosa                       |           |
| 2000-2001                               | Ilusiones compartidas              | Marcelo                           |           |
| 2002-2003                               | Son amores                         | Pato Guillan                      |           |
| 2004                                    | Los pensionados                    | Manuel Moran                      |           |
| 2005-2006                               | ¿Quién es el jefe?                 | Enzo Michelli                     |           |
| 2006                                    | Alma pirata                        | Andrés de Marco                   |           |
| 2007-2010                               | Casi ángeles                       | Nicolás Bauer                     |           |
| 2011-2012                               | Los Únicos                         | Rubén Hagui                       |           |
| 2012                                    | Mi problema con las mujeres        | Exnovio de Rita                   |           |
| 2013                                    | Solamente vos                      | Facundo Irazabal                  |           |
| 2013-2014                               | Mis amigos de siempre              | Manuel Pellegrini                 |           |
| 2015                                    | Milagros en campaña                | Juan Manuel                       |           |
| 2018                                    | Rizhoma Hotel                      | Billy "Episodio 2: Reencuentros"  |           |
| 2018-2019                               | El host                            | Nico                              |           |
| 2019                                    | Chueco en línea                    | Él mismo (Cameo)                  |           |
| Programas de TV y Reality shows para TV |                                    |                                   |           |
| Año                                     | Título                             | Rol                               |           |
| 2010                                    | Al límite                          | José (participación en sketch)    |           |
| 2011                                    | Kids' Choice Awards Argentina 2011 | Conductor                         |           |
| 2015-2017                               | Como anillo al dedo                | Conductor                         |           |
| 2016                                    | Bailando por un sueño 2016         | Trapito (participación en sketch) |           |
| 2019                                    | Un sol para los chicos             | Conductor                         |           |
| 2019                                    | Susana Giménez: Pequeños gigantes  | Jurado invitado                   |           |
| 2024                                    | Susana Giménez: Sketch de apertura | Tolosa (encargado del predio AFA) |           |

### Videoclips
| Año  | Artista      | Canción                         |
| ---- | ------------ | ------------------------------- |
| 2007 | Teen Angels  | Voy por más                     |
| 2008 | Teen Angels  | Señas tuyas                     |
| 2011 | Carlos Baute | Tu cuerpo bailando en mi cuerpo |
| 2014 | Axel         | Afinidad                        |

## Teatro
| Año       | Obra                    | Personaje                         |
| --------- | ----------------------- | --------------------------------- |
| 2005      | Mutando                 | Varios                            |
| 2006      | Mutando reanimado       | Varios                            |
| 2007-2008 | Casi ángeles            | Nicolás Bauer                     |
| 2009-2010 | Rumores                 | Leny                              |
| 2010      | Sinvergüenzas           | Lucho                             |
| 2011      | Los Únicos              | Rúben Hagi                        |
| 2014-2015 | Stravaganza tango       | Virgilio                          |
| 2016-2018 | El otro lado de la cama | Javier                            |
| 2019-2021 | Una semana nada más     | Pablo                             |
| 2023-2024 | Tootsie                 | Michael Dorsey / Dorothy Michaels |
| 2025      | Rocky                   | Rocky Balboa                      |

### Director de teatro
| Año       | Obra                             | Rol      |
| --------- | -------------------------------- | -------- |
| 2016      | El canasto (Debut como director) | Director |
| 2023-2024 | Tootsie                          | Director |
| 2025      | En otras palabras                | Director |

## Radio
| Año  | Sintonía          | Programa   |
| ---- | ----------------- | ---------- |
| 2011 | 97.7 (Zona norte) | A romperla |

## Discografía
| Año  | Banda sonora  |
| ---- | ------------- |
| 2007 | TeenAngels I  |
| 2008 | TeenAngels II |

| Año  | Álbum en vivo                              |
| ---- | ------------------------------------------ |
| 2008 | Casi Ángeles en vivo: Teatro Gran Rex 2008 |

## Premios y nominaciones
| Año  | Galardón                       | Rubro                                                              | Programa/Película       | Resultado | Ref.   |
| ---- | ------------------------------ | ------------------------------------------------------------------ | ----------------------- | --------- | ------ |
| 2006 | Premio Martín Fierro           | Mejor actor protagonista de comedia                                | ¿Quién es el jefe?      | Nominado  | [ 16 ] |
| 2008 | Premio Martín Fierro           | Mejor actor protagonista de comedia                                | Casi ángeles            | Nominado  | [ 17 ] |
| 2010 | Estrella de Mar                | Mejor actuación masculina de reparto                               | Rumores                 | Ganador   | [ 18 ] |
| 2014 | Kids Choice Awards Argentina   | Actor Favorito                                                     | Mis amigos de siempre   | Nominado  | [ 19 ] |
| 2017 | Premios Estrella de Mar        | Mejor Actuación Protagónica Masculina de Comedia / Comedia Musical | El otro lado de la cama | Ganador   | [ 20 ] |
| 2018 | Premios Martín Fierro Digital  | Rey de Redes                                                       | Él mismo                | Nominado  | [ 21 ] |
| 2019 | Premios ACE                    | Actor protagónico de comedia                                       | Una semana nada mas     | Ganador   | [ 22 ] |
| 2022 | Premios Estrella de Mar        | Mejor Protagonista de Comedia                                      | Una semana nada mas     | Ganador   | [ 23 ] |
| 2022 | Premios Estrella de Mar        | Estrella de Mar de Oro                                             | Una semana nada mas     | Ganador   | [ 23 ] |
| 2023 | Premios ACE                    | Actor en comedia                                                   | Tootsie                 | Ganador   | [ 24 ] |
| 2025 | Premio Martín Fierro de Teatro | Mejor Actor Protagónico Comercial                                  | Tootsie                 | Ganador   | [ 25 ] |